# D-Frag!
D-Frag! (Japans: ディーふらぐ! Dīfuragu!?), ook bekend als D-Fragments, is een mangaserie geschreven door Tomoya Haruno. De serie wordt sinds 26 juli 2008 gepubliceerd in het Japanse maandblad Monthly Comic Alive dat wordt uitgeven door Media Factory. Een Engelse vertaling van de serie wordt in Noord-Amerika uitgegeven door de uitgever Seven Seas Entertainment.
Van de mangaserie is een animeserie gemaakt door studio Brain's Base. De serie telt 12 afleveringen en was in Japan op TV Tokyo te zien van 6 januari 2014 tot 24 maart 2014. De serie was ook in Noord-Amerika te zien op het kanaal van het bedrijf Funimation.

## Verhaal
De serie volgt een jonge delinquent genaamd Kenji Kazama die op school door de leden van de Game Creation Club, een kwartet van vrouwen die allen hun eigen excentrieke eigenschappen hebben die Kenji gek maken, gedwongen wordt om bij de club te komen. Hoe meer afstand hij van de club probeert te nemen, hoe vaker hij niet alleen zijn clubgenoten, maar ook andere mensen van school tegenkomt die hem allemaal op verschillende manieren irriteren en gek maken.

## Personages

### Hoofdpersonages
Kenji Kazama (風間 堅次 Kazama Kenji)
Ingesproken door: Katsuyuki (Japans), Austin Tindle (Engels)
De leider van de Kazama Party en een van de grotere delinquenten van school. Hij werd gedwongen opgenomen in de Game Creation Club nadat hij de leden had geholpen een brand te blussen. Hoewel hij erg goed is in vechten, is hij geen partij voor de overige leden van de club aangezien hij nooit een vrouw zou kunnen slaan. Daarom gebruikt hij list en bedrog om de vrouwen slimmer af te zijn in competities. Later wordt hij ook wel, vanwege zijn naam, Wind element genoemd.
Roka Shibasaki (柴崎 芦花 Shibasaki Roka)
Ingesproken door: Kana Hanazawa (Japans), Whitney Rogers (Engels)
Roka is de leidster van de Game Creation Club. Ze heeft vuur als element, maar geeft later aan dat haar echte element duisternis is. Haar manier van vechten bestaat uit het verblinden van de vijand door een zak over zijn/haar hoofd te trekken. Ze heeft een smalle lichaamsbouw, maar is toch de sterkste van de school. Voor haar is Kenji een belangrijk persoon en ze wordt snel jaloers als andere meisjes hem benaderen.
Chitose Karasuyama (烏山 千歳 Karasuyama Chitose)
Ingesproken door: Chiwa Saito (Japans), Whitney Rodgers (Engels)
Chitose is een tweedejaars studente en leider van de studentenraad. Chitose is erg autoritair, en haar autoriteit is zo groot dat zelfs de leraren bang voor haar zijn. Haar element is aarde en haar manier van vechten bestaat uit het slaan van haar vijanden, modder in hun ogen gooien of vallen zetten. Ze heeft ook de gewoonte om haar slachtoffers tot aan hun nek te begraven.
Sakura Mizukami (水上 桜 Mizukami Sakura)
Ingesproken door: Mikako Takahashi (Japans), Megan Shipman (Engels)
Sakura is een eerstejaars studente met roze haar die zich gedraagt als een tomboy. Ze heeft water als element, en haar manier van vechten bestaat uit het nat maken van haar handen of haar vijanden gedwongen water laten drinken. Later begint ze Kenji haar broer te noemen, hoewel Kenji enige connectie met haar ontkent.
Takao (高尾)
Ingesproken door: Shizuka Ito (Japans), Tia Ballard (Engels)
Takao is een studente waarvan niemand de voornaam kent, en is de leider van de "echte" Game Creation Club. Hoewel ze de Game Creation Club heeft verlaten om er een voor haarzelf te starten, is ze toch een goede vriendin van Roka, de leidster van de Game Creation Club. Takao wordt door andere mensen gezien als "tieten"-element omdat ze een nogal grote buste heeft waar ze vaak een effect op andere mensen mee geeft. Nadat Takao een wedstrijd tegen de Game Creation Club heeft verloren begint ze steeds vaker, in plaats van met de leden van haar eigen club, om te gaan met de leden van Roka's club. Ze is ook verliefd op Kenji.
Minami Osawa (大沢 南 Ōsawa Minami)
Ingesproken door: Ami Koshimizu (Japans), Caitlin Glass (Engels)
Minami is de adviseur van de Game Creation Club. Omdat ze altijd met een taser rondloopt heeft ze bliksem als element. Tijdens de serie zie je Minami bijna altijd slapen, zelfs tijdens de lessen.
In tegenstelling tot de andere leden is ze geen leerling, maar een lerares.

### Secundaire personages

#### Real Game Creation Club
Tsutsumi Inada (稲田 堤 Inada Tsutsumi)
Ingesproken door: Megumi Toyoguchi (Japanse), Morgan Garrett (Engels)
Een brildragende studente met veel perverse streken. Ze verkleedt Sakuragaoka vaak met meisjeskleding.
Sakuragaoka (桜ヶ丘)
Ingesproken door: Ryoko Shiraishi (Japans), Megan Vander Pluym (Engels)
Sakuragaoka is een jongen die vaak voor een meisje wordt aangezien. Tijdens de eerste ontmoeting met Kenji wordt Sakuragaoka door een misverstand door hem voor een meisje aangezien wat hij tot op heden nog niet recht heeft kunnen zetten.
Yamada (山田)
Ingesproken door: Takahiro Fujiwara (Japans), Chris Ragers (Engels)
Een erg grote, gespierde jongen die, hoewel hij eruitziet als een brute reus, een timide pacifist is.

#### Kazama Party
Ataru Kawahara (河原 中 Kawahara Ataru)
Ingesproken door: Kenichiro Matsuda (Japans), Ian Sinclair (Engels)
De vice-president van de studentenraad die masochistische trekken heeft. Hij is een groot bewonderaar van Chitose, maar is tegelijkertijd ook erg bang voor haar.
Yokoshima (横縞)
Ingesproken door: Hiroki Goto (Japans), Josh Grelle (Engels)
Een kleine, dikke student die bij de Kazama Party zit.
Hiroshi Nagayama (長山ひろし Nagayama Hiroshi)
Ingesproken door: Kenichiro Matsuda (Japans), Ian Sinclair (Engels)
Hachi Shio (子王 八 Shiō Hachi)
Ingesproken door: Koki Miyata (Japans), Micah Solusod (Engels)
Een van de mannelijke leden van de club met een verliefdheid richting Roka die niet altijd wordt opgemerkt. Hachi heeft de rare gewoonte om de ruimte tussen een boekenkast en de muur als stoel te gebruiken. Andere clubleden zien hem als de element licht vanwege de lichtflitsen die om hem heen verschijnen. Roka is erg streng tegen hem, terwijl andere leden hem gewoon negeren. Later gaat hij bij de Kazama gang.

#### Voormalige studentenraad
Tama Sakai (境 多摩 Sakai Tama)
Ingesproken door: Kana Ueda (Japans), Lindsay Seidel (Engels)
Tama is een wat oudere student en de voormalige leidster van de studentenraad (voor Chitose). Ze heeft vanaf haar jeugd wraakgevoelens richting Chitose en probeert dan ook in het geheim om haar Game Creation Club op te laten heffen. Haar vechtstijl bestaat uit het gebruiken van haar twee vlechten, en ze wordt door sommigen gezien als de sterkste van Fuji high, waarbij ze zelfs Roka van haar af kan houden. Op andere scholen is ze ook bekend als "The Legendary". Nadat Tama een wedstrijd tegen Kenji had verloren, kreeg ze een bepaalde interesse in Kenji waardoor ze, hoewel ze geen lid is van de club, met de clubactiviteiten mee ging doen.
Naganuma (長沼)
Ingesproken door: Akira Ishida (Japans), Clifford Chapin (Engels)
De voormalige vice-president van de studentenraad die erg goed is met anime-relateerde onderwerpen.
Azuma Matsubara (松原 東 Matsubara Azuma)
Ingesproken door: Yuuko Sanpei (Japans), Monica Rial (Engels)
De voormalige accountant van de studentenraad. Hoewel hij erg beleefd en beschaaf overkomt, is hij een erg capabele vechter.
Shinsen (神泉)
Ingesproken door: Eri Sendai (Japans), Leah Clark (Engels)
De voormalige secretaresse van de studentenraad. Ze heeft vaak last van haar maag en moet daardoor vaak overgeven wat haar bij haar vrienden en vijanden al snel de bijnaam "Pukey" heeft opgeleverd. In de serie komt ze vaak in beeld waarbij ze bij verschillende bijbaantjes aan het werk is.

#### Andere personages
Noe Kazama (風間 之江 Kazama Noe)
Ingesproken door: Emiri Kato (Japans), Jad Saxton (Engels)
Noe is het kleine zusje van Kenji. Ze heeft hetzelfde stekelige haar als Kenji en gebruikt veel humor in alledaagse situaties. Ze wordt vaak gerustgesteld door Kenji als het haar te veel wordt door het hectische leven van Kenji. Door de leden van de Game Creation Club wordt ze gezien als een ijselement, en soms wordt ze ook weleens een "klein zusje"-element genoemd.
Tsutsuji Shibasaki (柴崎 つつじ Shibasaki Tsutsuji)
Tsutsuji is Roka's zus die naar een andere school gaat. Maakt vaak de lunchpakketjes voor Roka, en probeert haar te beschermen tegen Kenji
RaGaiGar (ラガイガー)
Ingesproken door: Nobuyuki Hiyama (Japans), Scott Freeman (Engels)
Een man die een superheld speelt en zich daar ook naar kleed.
Funabori (船堀)
Ingesproken door: Aki Toyosaki (Japans), Felecia Angelle (Engels)
Funabori is een klasgenote van Kenji, die erg goed is in het maken van haar huiswerk en ook vaak klusjes opknapt voor haar klas. Is erg snel verlegen en heeft veel moeite met het middelpunt van de aandacht zijn en het krijgen van complimenten. Funabori is verliefd op Kenji.
Sean Cone Cone (ショーン・コネコネ)
Ingesproken door: Joji Nakata (Japans), Bill Jenkins (Engels)
Sean is de leraar Japans van Kenji. Toen de Kazama Party en RaGaiGar nog kinderen waren, heeft Sean ze gered uit een branded gebouw. Sean is een parodie op Sean Connery met wat elementen van Indiana Jones, en wordt ook gezien als een "Dandy"-element.